# Армуду

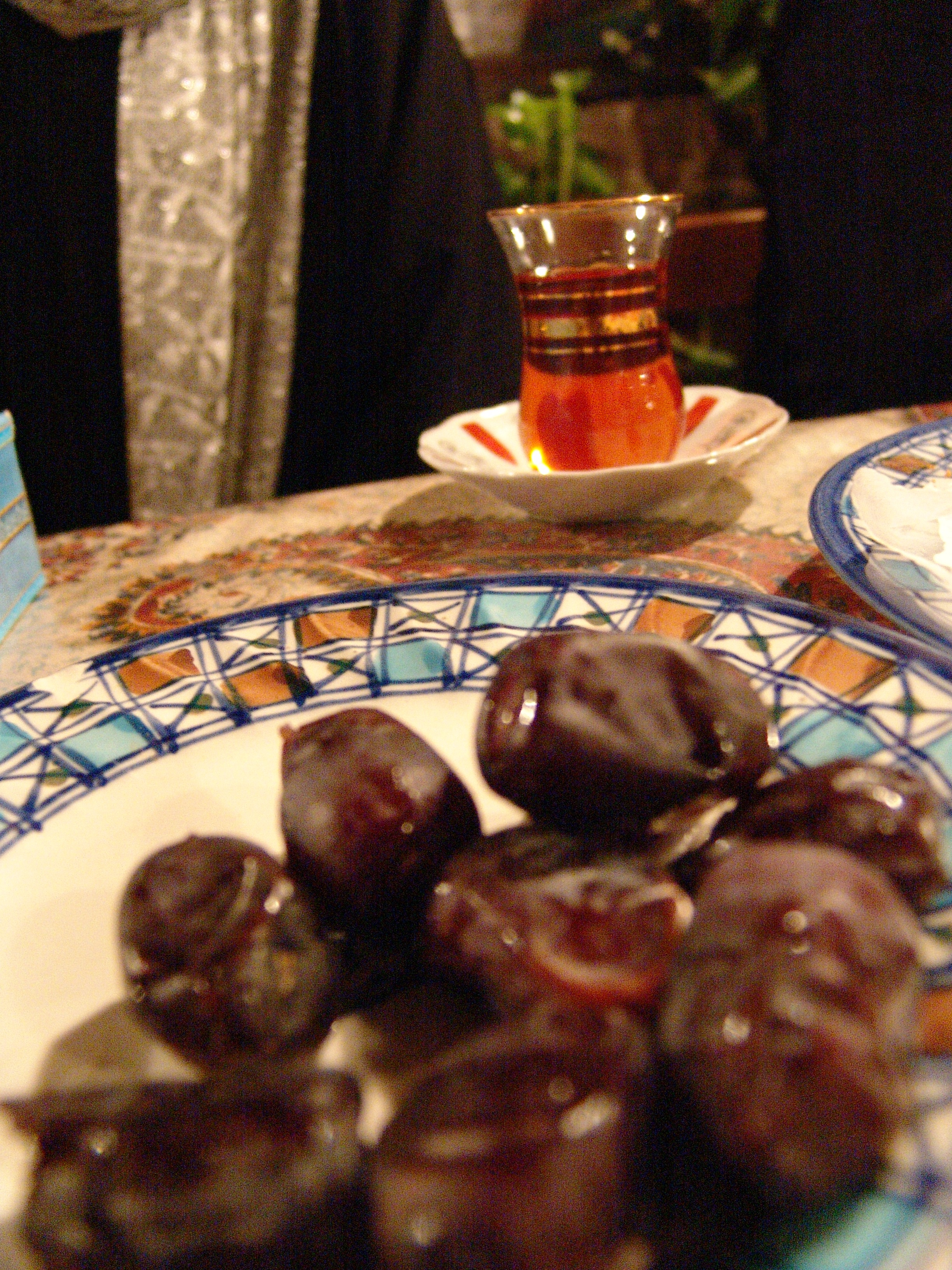
Азербайджанский чай в грушевом стакане

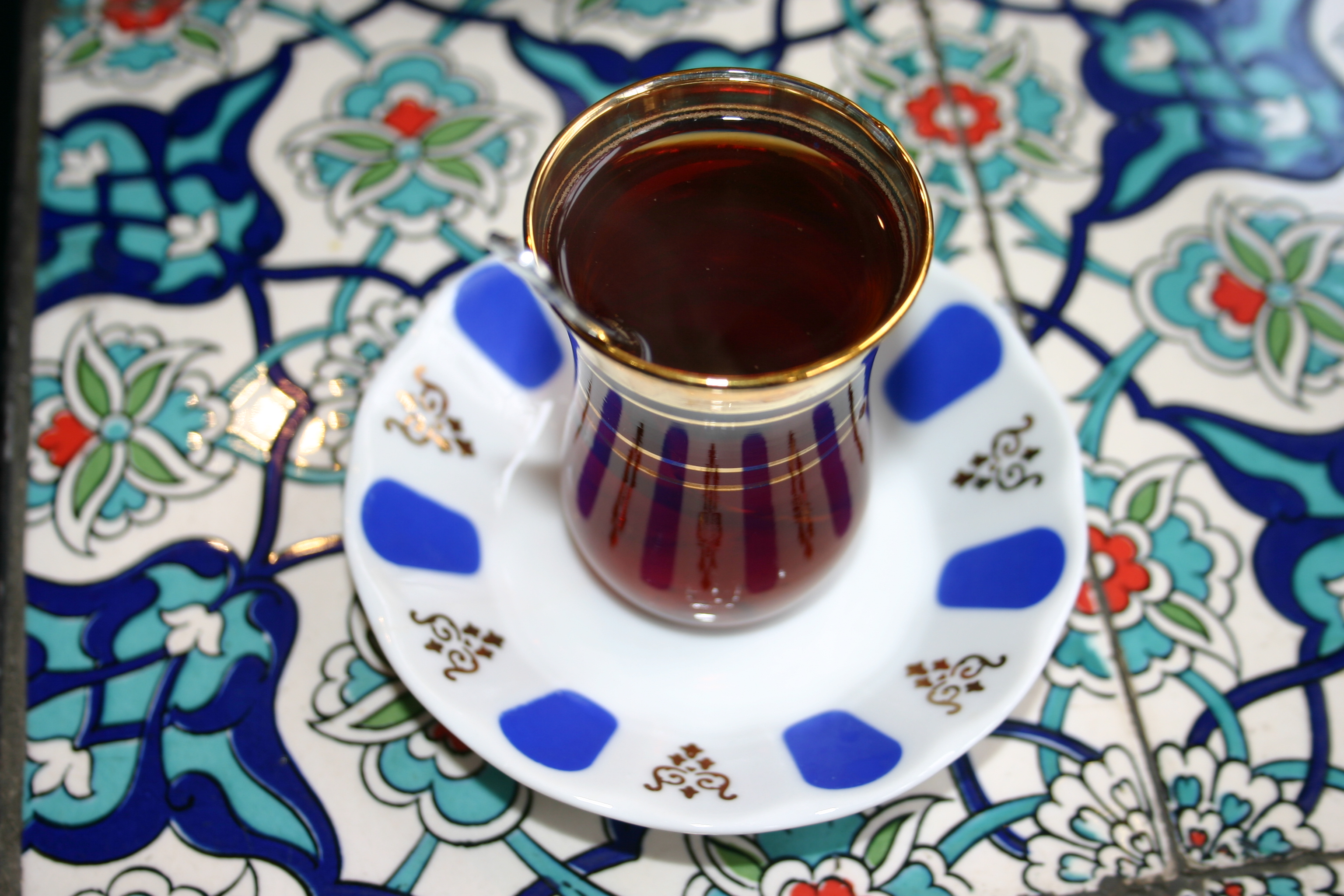
Турецкий чай, подаваемый в типичном стакане под названием «ince belli bardak», что означает «стакан с тонкой талией»

Армуду (азерб. Armudu) или Стаканы Армуду (Armudu stəkan), также Богмалы (азерб. Boğmalı) — вид национальных стаканов, из которых в Азербайджане пьют чёрный байховый, довольно крепкий чай. Армуду — важный элемент азербайджанской культуры потребления чая.

## Описание
Стаканы армуды могут быть фарфоровыми, фаянсовыми, серебряными, но классикой жанра остаются стеклянные и хрустальные, прозрачность которых позволяет видеть цвет чая. Зауженная нижняя часть стакана позволяет напитку оставаться максимально горячим, а расширение в верхней части не даёт обжечься. К тому же небольшая ёмкость этих стаканов (100 миллилитров) требует не очень много времени, чтобы допить чай, который не теряет вкусовых качеств и выпивается свежезаваренным.

## Традиция
Чай имеет особое значение для азербайджанцев. В азербайджанском доме гостю первым делом предлагают чай. Всегда с чая начинается застолье, им же оно и заканчивается. Национальной посудой для питья чая является стакан армуду, который по форме напоминает плод груши и переводится так же, при этом название «богмалы» переводится как «стеснённый» и обозначает место, напоминающее женскую талию. Стаканы доверху не наполняются: на 1—2 сантиметра сверху оставляется место, которое часто бывает выделено ободком. Это расстояние в народе называют «додаг йери», что буквально переводится как «место для губ».

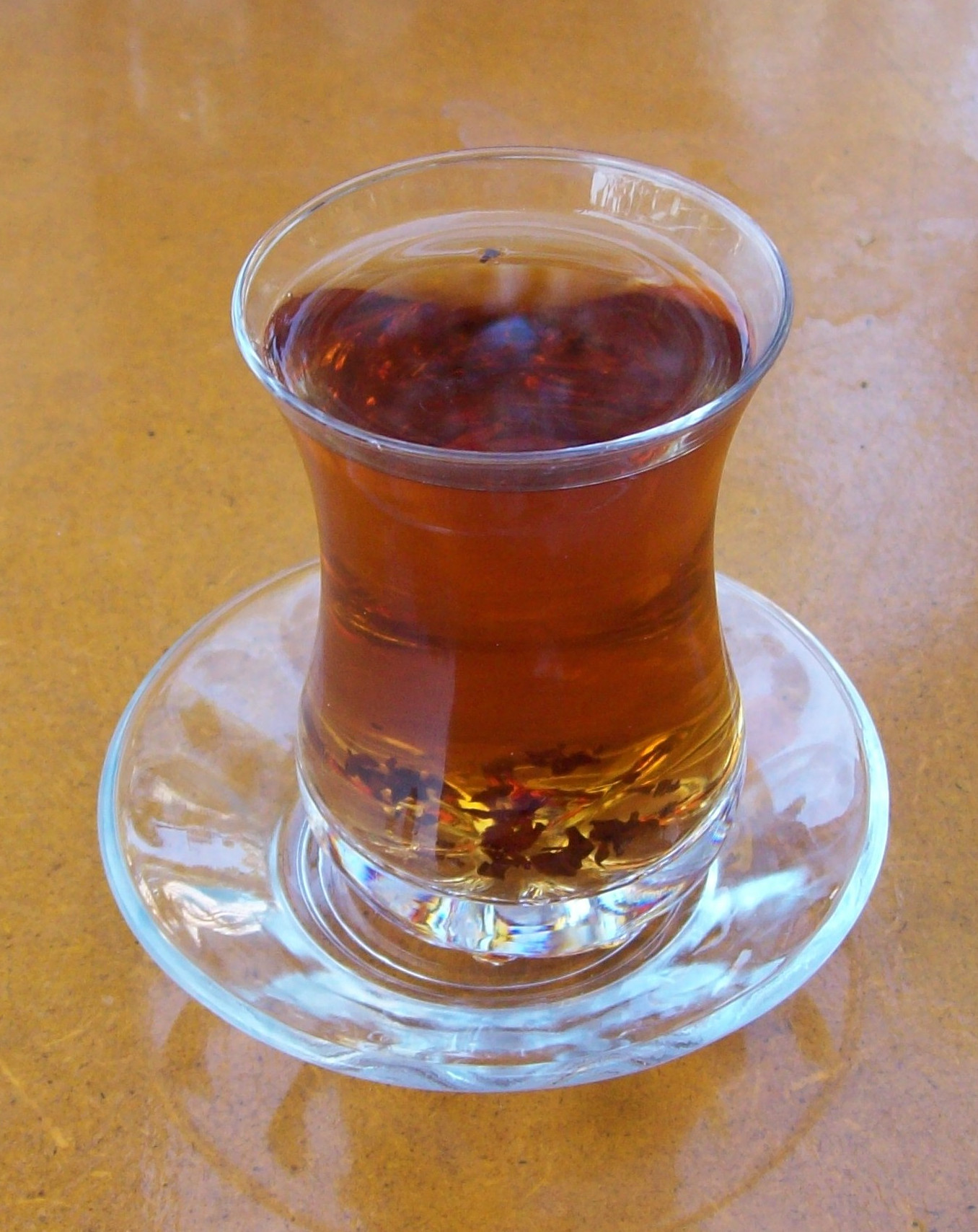
Армуду
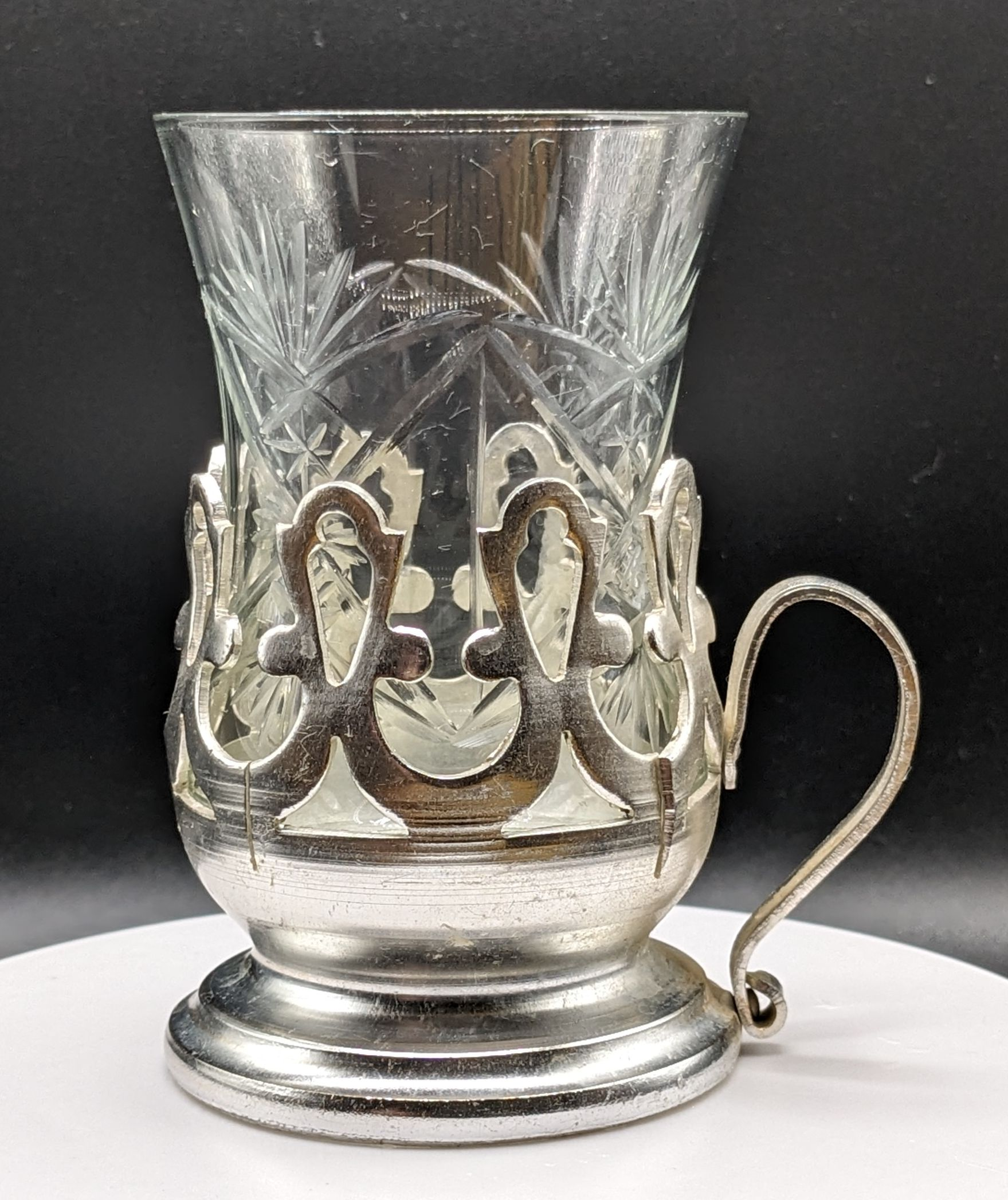
Армуду в алюминиевом подстаканнике, производства Нахичеванского завода алюминиевой посуды